# Megachile taiwanicola
Megachile taiwanicola is een vliesvleugelig insect uit de familie Megachilidae. De wetenschappelijke naam van de soort is voor het eerst geldig gepubliceerd in 1965 door Yasumatsu & Hirashima.